# Holger Kickeritz
Holger Kickeritz (* 15. August 1956 in Gera; † Ende 2012 in Berlin) war ein deutscher Radrennfahrer.
Holger Kickeritz, genannt „Kick“, stammte aus Gera, war von Beruf Zerspaner und startete zunächst für den SG Dynamo Gera. Er war im Straßenradsport und im Bahnradsport aktiv. 1971 wurde er DDR-Straßenmeister der Schüler sowie im Mannschaftszeitfahren, 1974 DDR-Jugendmeister gemeinsam mit Siegbert Schmeißer im Zweier-Mannschaftsfahren. Daraufhin wurde er nach Berlin zum SC Dynamo Berlin delegiert und entwickelte sich zu einem vielseitigen Radsportler auf der Straße, Bahn und bei Querfeldeinrennen. So konnte er mit 17 Jahren den Internationalen Jugendpokal „Radsport-Asse der Zukunft“ über drei Etappen für sich entscheiden. 1974 belegte er den dritten Platz bei den DDR-Meisterschaften im Querfeldeinrennen nach Günter Mosch und Gunter Hiekmann, 1977 wurde er DDR-Meister in dieser Disziplin vor Hans-Joachim Hartnick und Bernd Schlechte, im Jahr danach hinter Uwe Freese Vize-Meister vor Hans-Joachim Hartnick.
Bei der DDR-Rundfahrt 1976 gewann Kickeritz die siebte Etappe.
Bei den DDR-Meisterschaften im Bahnradsport wurde er auf der Sommerbahn 1976 Dritter in der 4000-m-Mannschaftsverfolgung mit seinen Mannschaftskameraden Reinhard Langanke, Ottmar Trittel und Michael Kölling. Bei den gleichen Meisterschaften wurde er im Jahr 1980 auf der Winterbahn 3. im Zweier-Mannschaftsfahren gemeinsam mit Jürgen Lippold und 1981 auf der Winterbahn ebenfalls 3. im Zweier-Mannschaftsfahren zusammen mit Hans Matern.
1978 gewann er die dritte Etappe der Österreich-Rundfahrt und wurde bei den DDR-Straßen-Radmeisterschaften im Einzelrennen der Männer nach Thilo Fuhrmann Vizemeister vor Peter Richter, 1979 hinter Martin Goetze und Hans-Joachim Hartnick 3. Bei Rund um den Sachsenring wurde er 1978 Zweiter und 1979 Dritter. 1979 wurde er als Friedensfahrtneuling 19. im Gesamtklassement der Internationalen Friedensfahrt und gewann die Gesamtwertung im Lausitz-Cup sowie eine Etappe in der Thüringen-Rundfahrt. Im ersten Qualifikationsrennen für die Friedensfahrt Berlin–Angermünde–Berlin 1979 kam er auf den 6. Platz. Gemeinsam mit Schmeißer nahm er erfolgreich an den Berliner Winterbahnrennen in der Werner-Seelenbinder-Halle teil. Dort gewannen beide u. a. 1978 die 6 Tage um den Preis der Jungen Welt.
Er wurde am 10. Dezember 1982 vor ausverkauftem Haus auf der Bahn der Werner-Seelenbinder-Halle in Berlin vom Leistungssport verabschiedet. Nach Beendigung seiner Laufbahn als Leistungssportler wurde Holger Kickeritz Mechaniker, bestritt aber als Mitglied des RSV Werner Otto weiterhin erfolgreich Jedermann-Rennen. Zuletzt besaß er ein eigenes Fahrradgeschäft in Berlin.
Kickeritz war 1,72 m groß und wog in seiner aktiven Zeit 64 kg.